# Dermestes subaenescens
Dermestes subaenescens is een keversoort uit de familie spektorren (Dermestidae). De wetenschappelijke naam van de soort werd in 1943 gepubliceerd door Maurice Pic.